# حق اعتراض

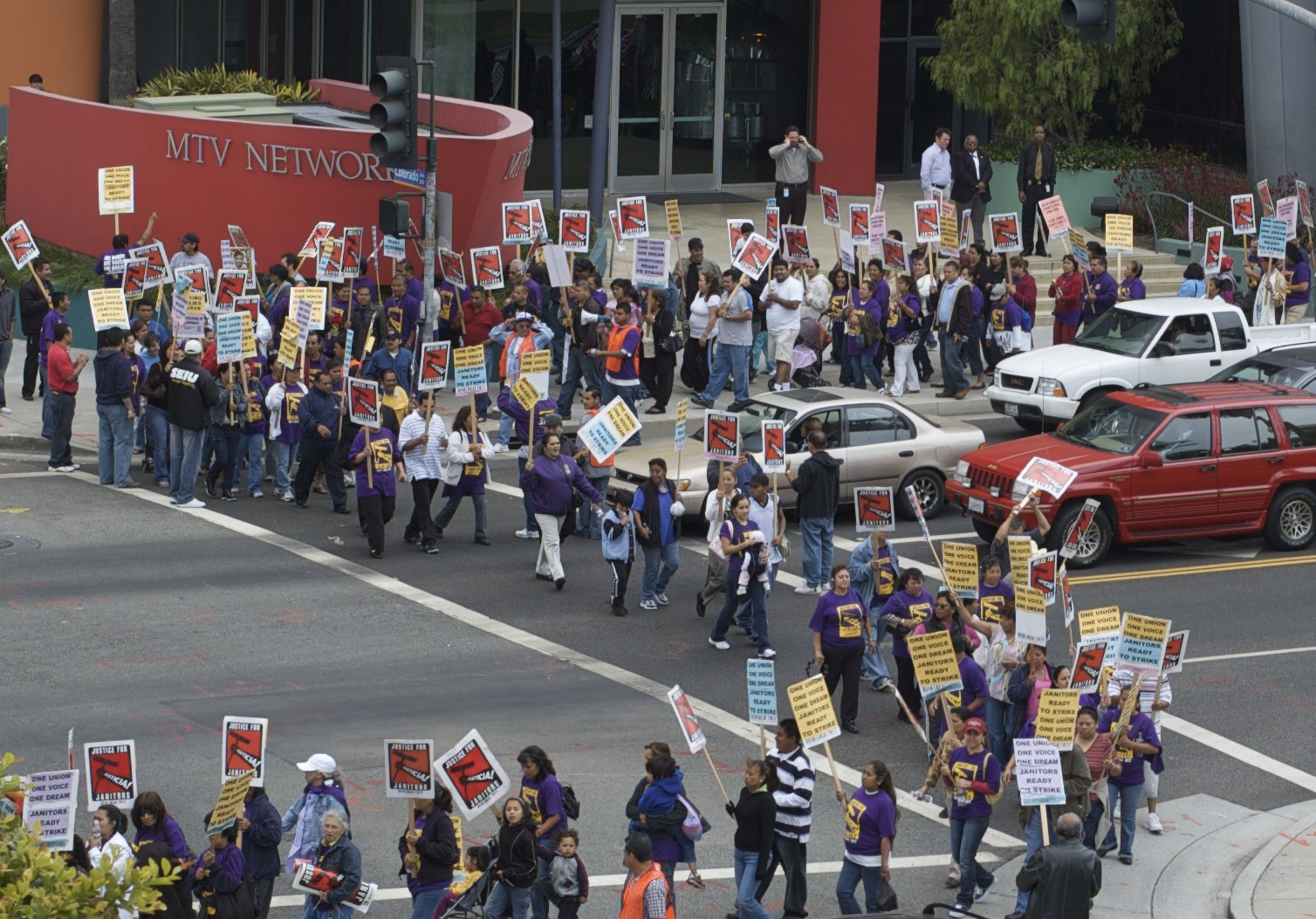
کارگران سرایداری در حال استفاده از حق خود برای اعتراض در مقابل ساختمان MTV در سانتا مونیکا، کالیفرنیا.

حق اعتراض ممکن است مظهر حق آزادی اجتماعات، حق آزادی انجمن و حق آزادی بیان باشد. علاوه بر این، اعتراض و محدودیت‌های اعتراضی تا زمانی که حکومتی ادامه داشته باقی‌مانده.

## در حقوق بین‌الملل

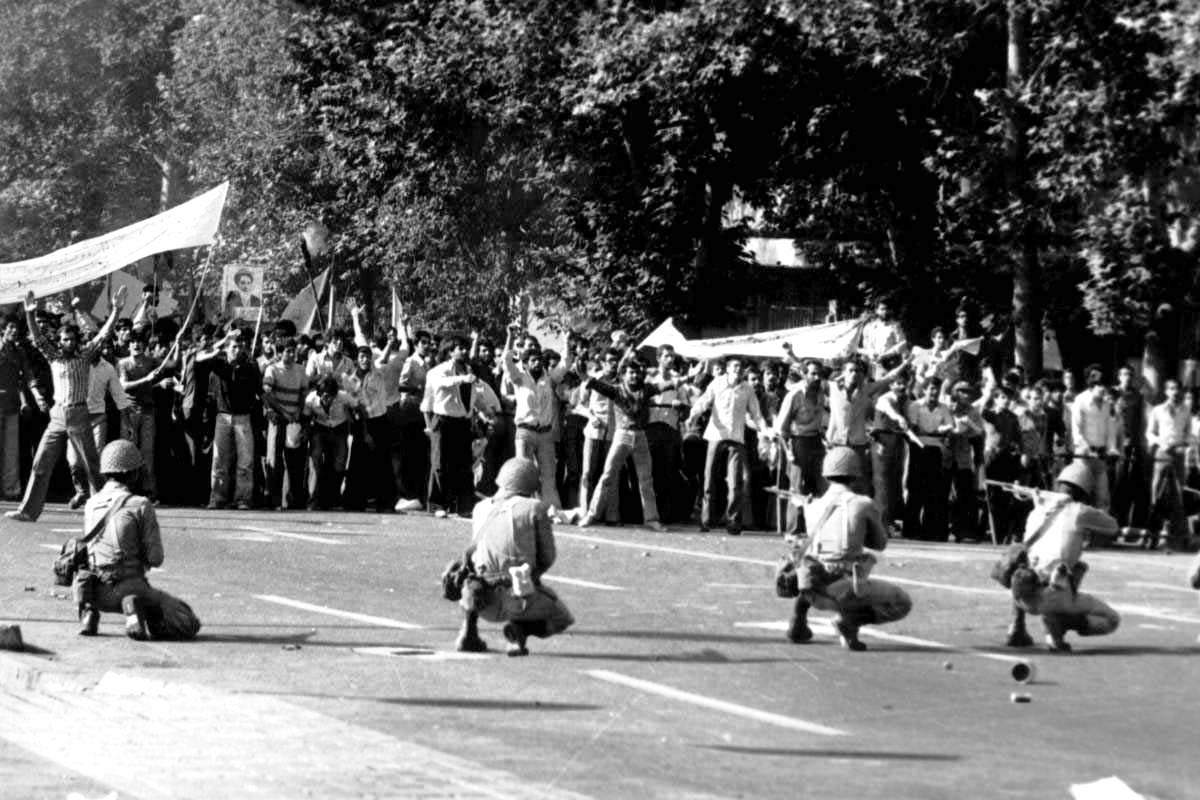
اعتراض مردم انقلابی

بسیاری از معاهدات بین‌المللی حاوی مضامین واضح برای حق اعتراض هستند. چنین توافقاتی شامل کنوانسیون اروپایی حقوق بشر ۱۹۵۰، به ویژه مواد ۹ تا ۱۱ است. و میثاق بین‌المللی حقوق مدنی و سیاسی ۱۹۶۶ به ویژه مواد ۱۸ تا ۲۲. ماده ۹ «حق آزادی فکر، وجدان و مذهب» را بیان می‌کند. ماده ۱۰ «حق آزادی بیان» را اعلام می‌کند. ماده ۱۱ «حق آزادی اجتماع با دیگران از جمله حق تشکیل و عضویت در اتحادیه‌های صنفی را برای حفظ منافع خود» اعلام می‌کند. با این حال، در این قراردادها و سایر قراردادها، حقوق آزادی تجمع، آزادی تشکل، و آزادی بیان مشمول محدودیت‌های خاصی است. برای مثال، میثاق بین‌المللی حقوق مدنی و سیاسی شامل ممنوعیت‌هایی در مورد «تبلیغ جنگ» و حمایت از «نفرت ملی، نژادی یا مذهبی» است. و محدودیت آزادی تجمع را در صورت لزوم «در یک جامعه دموکراتیک به نفع امنیت ملی یا امنیت عمومی، نظم عمومی، حفاظت از سلامت یا اخلاق عمومی یا حمایت از حقوق و آزادی‌های دیگران مجاز می‌سازد. " (مواد ۲۰ و ۲۱) حوزه‌های قضایی مختلف تصریح خود را از این حقوق گذرانده‌اند.
با این حال، اعتراض لزوماً خشونت‌آمیز یا تهدیدی برای منافع امنیت ملی یا امنیت عمومی نیست. این لزوماً نافرمانی مدنی نیز نیست، زیرا اعتراض‌های ممکن است شامل نقض قوانین دولتی نباشد. اعتراضات، حتی کمپین‌های مقاومت غیرخشونت آمیز، یا مقاومت مدنی، اغلب می‌توانند ویژگی (علاوه بر استفاده از روش‌های غیرخشونت آمیز) حمایت مثبت از نظم دموکراتیک و قانون اساسی را داشته باشند (برای مثال، زمانی که مقاومتی توسط مردم در پاسخ به یک کودتای نظامی به وجود آید). یا در مورد تا حدودی مشابه امتناع رهبری یک جکومت از تسلیم کردن منصب قدرت خود پس از شکست در انتخابات.

## کمپین‌ها
در آگوست ۲۰۲۲، عفو بین‌الملل کمپین «حفاظت از اعتراض» را راه‌اندازی کرد. هدف آن افشای نقض حق اعتراض و حمایت از جنبش‌ها در سراسر جهان است که در تلاش برای تغییر مثبت هستند بود.

## در موسسات خصوصی

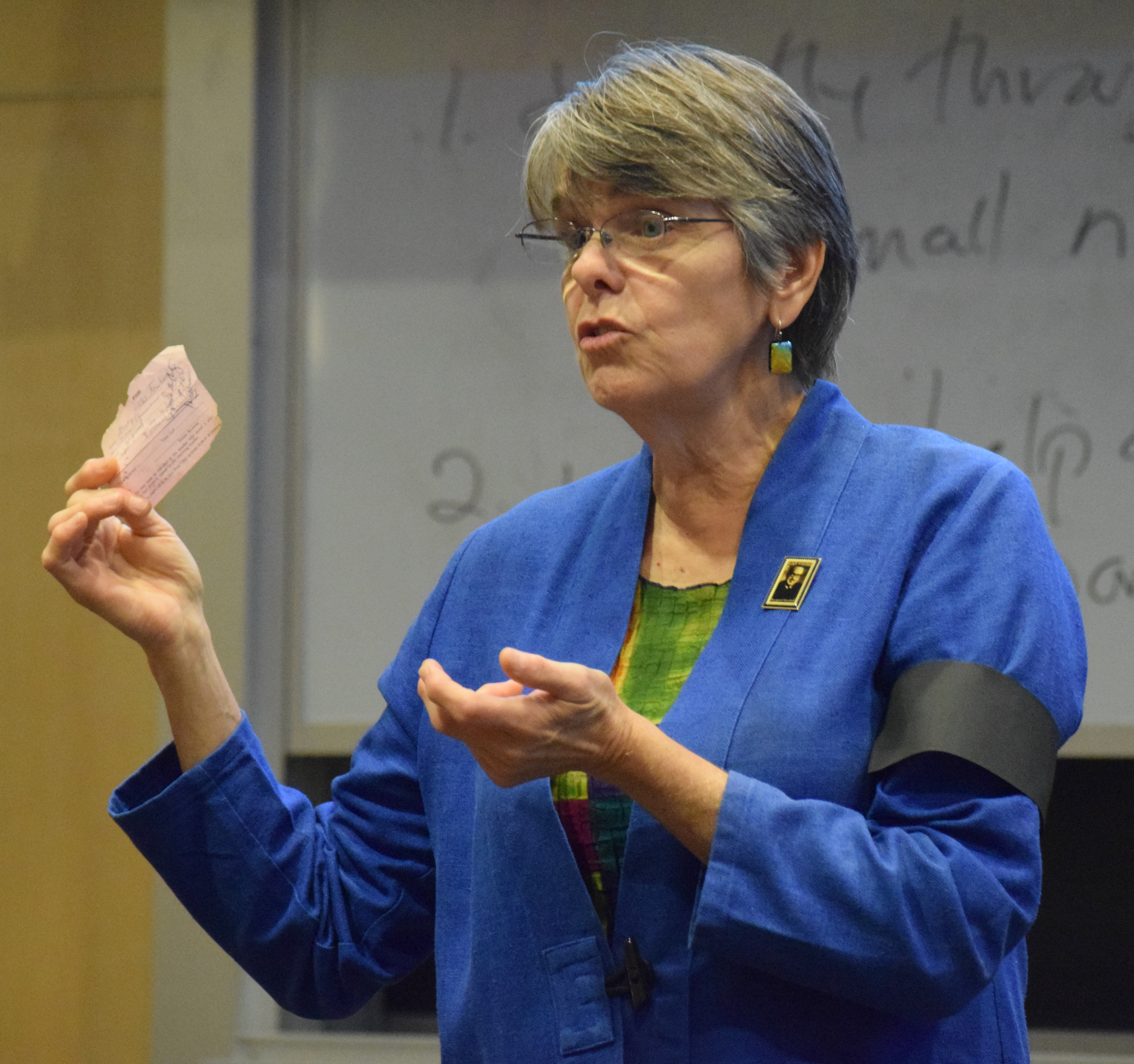
مری بث تینکر به دلیل بستن بازوبند مشکی برای اعتراض به جنگ ویتنام بازداشت شد و منجر به تشکیل پرونده قضایی Tinker v. Des Moines شد.

بسیاری از کارفرمایان، مؤسسات آموزشی و انجمن‌های حرفه ای سیاست‌های تظاهراتی را حفظ می‌کنند که حقوق اعضای خود را برای اعتراض محدود می‌کند. به عنوان مثال با محدود کردن کارکنان خود برای اعتراض به محدوده آزاد بیان. در ایالات متحده، پرونده قضایی برجسته  در سال ۱۹۶۹ میلادی با نام «Tinker v. Des Moines» حق دانشجو را برای اعتراض تا زمانی که باعث «اختلال اساسی» نشود را ایجاد کرد.